# Argelaguer
Argelaguer è un comune spagnolo di 393 abitanti situato nella comunità autonoma della Catalogna.

## Storia

### Simboli
Lo stemma è stato approvato dalla  Generalitat de Catalunya il 25 novembre 1991.
La ginestra, in catalano argelaga, fa riferimento al nome del paese.